# Шредер (устройство)

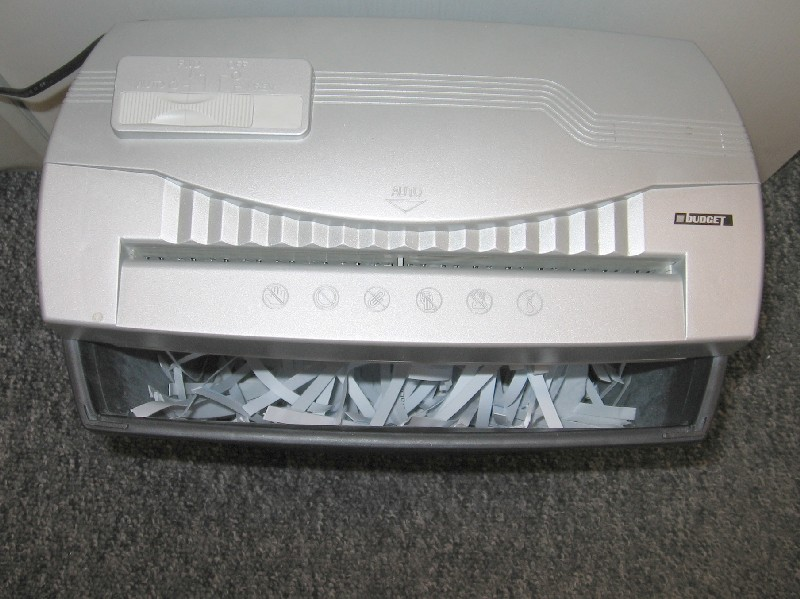
Обычный офисный шредер

Шре́дер (англ. shredder — измельчатель, кромсатель) — офисное устройство (оргтехника) для измельчения бумаги в очень мелкие полоски или крошечные кусочки. Правительственные организации, предприятия и частные лица используют шредеры для уничтожения частных или конфиденциальных документов: счетов, кредитных карт, банковских выписок и других документов, которые могут быть использованы для мошенничества или кражи личных данных.

## История
Первый измельчитель бумаги создан изобретателем Эбботом Гасом Лоу из Хорзшу, Нью-Йорк. Его «сосуд для макулатуры», улучшающий метод утилизации, был подан на патент 2 февраля 1909 года и получил патент США № 929960 от 31 августа 1909 года. Но само изобретение так и не было воплощено в жизнь.
Шредер Адольфа Эхингера, основанный на ручной лапшерезке, был изготовлен в 1935 году в Германии. Предполагается, что Адольфу нужно было избавиться от пропагандирующих антинацизм документов, чтобы избежать преследования со стороны властей. Позже Эхингер начал продавать свои измельчители государственным учреждениям и финансовым институтам, добавив лапшерезке электромотор. Компания Эхингера, EBA Maschinenfabrik, изготовила первые разрезающие шредеры в 1959 году и продолжает выпускать их и по сей день уже как EBA Krug & Priester GmbH & Co в Балингене.
Посольство США в Иране использовало шредер, чтобы разрезать страницы документов на полоски перед захватом посольства в 1979 году. После заявления полковника Оливера Норта Конгрессу о том, что он использовал шредер модели Schleicher Intimus 007 S для уничтожения тех документов, продажи компании выросли почти на 20 % в 1987 году.
До 1980-x шредеры редко использовались неправительственными организациями. После того, как решением Верховного суда 1984 года в деле «Калифорния против Гринвуда» было постановлено, что Четвёртая поправка к Конституции США не запрещает проводить необоснованные обыски в куче мусора, оставленного вне дома, и забирать его, граждане США стали чаще использовать шредеры для защиты частной жизни. Промышленный шпионаж и кража личных данных ещё более повысили спрос на шредеры.
Бумагоуничтожение популярно в государственных учреждениях и сейчас. Согласно докладу комитета Пола Волкера, в период с апреля по декабрь 2004 года руководитель кабинета Кофи Аннана Икбал Риза отправил на уничтожение тысячи документов ООН, в том числе весь хронологический архив программы «Нефть в обмен на продовольствие» 1997—1999 годов.
5 октября 2018 года на аукционе Сотбис с помощью шредера, встроенного в массивную позолоченную раму, самоуничтожилась картина британского художника Бэнкси «Девочка с воздушным шаром», проданная перед этим за 1,4 миллиона фунтов стерлингов.

## Типы шредеров
Шредеры отличаются по размеру и цене: от небольших и недорогих для уничтожения нескольких страниц до крупных машин, используемых специальными предприятиями по уничтожению, стоящие сотни тысяч долларов, имеющие производительность — миллионы документов/час. Существуют даже особые грузовики-шредеры.
Обычный небольшой шредер — это электроустройство, но бывают и шредеры ручного использования в виде специальных ножниц с множеством лезвий.
Эти машины классифицируются по размеру и форме. Шредеры могут варьироваться от стандартных ножниц или портативного измельчителя до автомобиля-шредера.
- Шредеры-полоскорезы с помощью вращающихся ножей вырезают узкие полоски длиной в лист. Эти полосы могут быть восстановлены, поэтому этот вид уничтожения наименее безопасен. При этом способе создаётся наибольший объём отходов.
- Конфетти-шредеры используют два вращающихся барабана и вырезают кусочки в виде прямоугольников, параллелограммов или ромбов.
- Шредеры-крошители вырезают прямоугольные или круглые кусочки.
- Дезинтеграторы и грануляторы многократно разрезают документ до тех пор, пока частицы не станут достаточно малыми, чтобы пройти через сетку.
- Шредеры-мясорубки пропускают бумагу через специальный экран, измельчая её.
- Шредеры-резаки рвут бумагу с помощью вращающихся ножей.
- Шредеры-шлифмашины режут бумагу с помощью вращающегося вала с ножами до состояния, пока кусочки не будут достаточно маленькими, чтобы пройти через экран.
- Шредеры промышленные измельчают пластиковые карточки, магнитные носители, как минимум до третьей степени секретности. Также к промышленным шредерам относят дробилки, которые способны измельчать макулатуру, древесину, кожу, автомобильную резину в больших количествах.

Существуют многочисленные стандарты безопасности для шредеров, в том числе:
- DIN 32757[3]
  - Уровень 1 = полосы в 12 мм
  - Уровень 2 = полосы в 6 мм
  - Уровень 3 = полосы в 2 мм (конфиденциально)
  - Уровень 4 = частицы 2×15 мм
  - Уровень 5 = частицы 0,8×12 мм (наибольшая секретность)
  - Уровень 6 = частицы 0,8×4 мм (наибольшая секретная) (неофициальный дополнительный стандарт DIN 32757-1)
- Министерство обороны Соединённых Штатов
  - Совершенно секретно = 0,8×11,1 мм (после 1 октября 2008 года не применим для документов Правительства США)
- Соединённые Штаты — ЦРУ 02-01 = 1×5 мм (необходим для всех документов Правительства США, начиная с 1 октября 2008 года)
- Российская Федерация (СССР) — частицы 1×1 мм

Существуют также альтернативные шредеры, которые используют методы поджога, химического разложения или компостирования для уничтожения документов.
По области применения обычно выделяют следующие типы шредеров:
- Персональные шредеры — для установки в маленьких офисах или дома. Предназначены для уничтожения небольшого количества документов с невысоким уровнем секретности. Благодаря компактным размерам, такие шредеры можно удобно расположить рядом с письменным столом. Существуют и такие компактные модели, которые устанавливаются непосредственно на мусорную корзину.
- Офисные шредеры — для коллективного использования офисными работниками, предназначены для уничтожения большого количества документов со средним уровнем секретности.
- Архивные шредеры — предназначены для промышленного уничтожения огромного количества бумажных документов, дел, журналов, а также дискет, дисков, и даже папок типа «Korona» вместе с металлическими вставками и внутренним содержимым.

## Восстановление данных
В некоторых случаях возможно восстановление уничтоженных документов. Если кусочки бумаги не перемешаны, то остатки документа, как правило, пребывают в непосредственной близости друг от друга. Кроме того, если документы подавались в шредер так, что строки текста были параллельны лезвиям, на полосах может оставаться текст.
Уничтоженный документ может быть восстановлен вручную. После иранской революции и захвата посольства США в Тегеране в 1979 году иранцы наняли местных ковровых ткачей, которые восстановили документы вручную. Изъятые документы были позднее опубликованы иранским правительством в отдельной серии книг. Впоследствии правительство США улучшило свои методы уничтожения, добавив химическое разложение, распыление и прочее.
Современные компьютерные технологии значительно ускоряют процесс восстановления уничтоженных документов. Полоски сканируются с обеих сторон, а затем компьютер определяет, каким образом полоски должны быть соединены. Роберт Джонсон из Национальной ассоциации по уничтожению информации заявил, что на восстановление документов наблюдается огромный спрос. Некоторые компании предлагают коммерческие услуги восстановления документации. Стоимость восстановления одного листа бумаги, прошедшего перекрёстную резку, в среднем составляет 100 тысяч долларов. Для максимальной безопасности документы должны поступать в шредер перпендикулярно ножам. Многие из документов, повлёкших скандал для компании «Enron», неверно подавались в шредер, что упростило процедуру их восстановления. Прикладывались усилия по восстановлению уничтоженных архивов Министерства государственной безопасности ГДР. Миллионы кусочков уничтоженных документов были упакованы в мусорные мешки должностными лицами Штази во время последних дней режима осенью 1989 года. Потребовалось шесть лет работы 36 человек, чтобы реконструировать только 300 документов (из 16000 мешков), поэтому немецкое правительство возлагает надежды на современные компьютерные методы восстановления.